# 셰이크 안타 디오프 대학교
셰이크 안타 디오프 대학교(프랑스어: Université Cheikh Anta Diop, UCAD, 영어: Cheikh Anta Diop University)는 세네갈 다카르에 있는 대학교이다. 세네갈의 물리학자, 역사학자, 인류학자인 셰이크 안타 디오프의 이름을 따서 지어졌고 60,000명 이상의 등록자가 있다.

## 역사

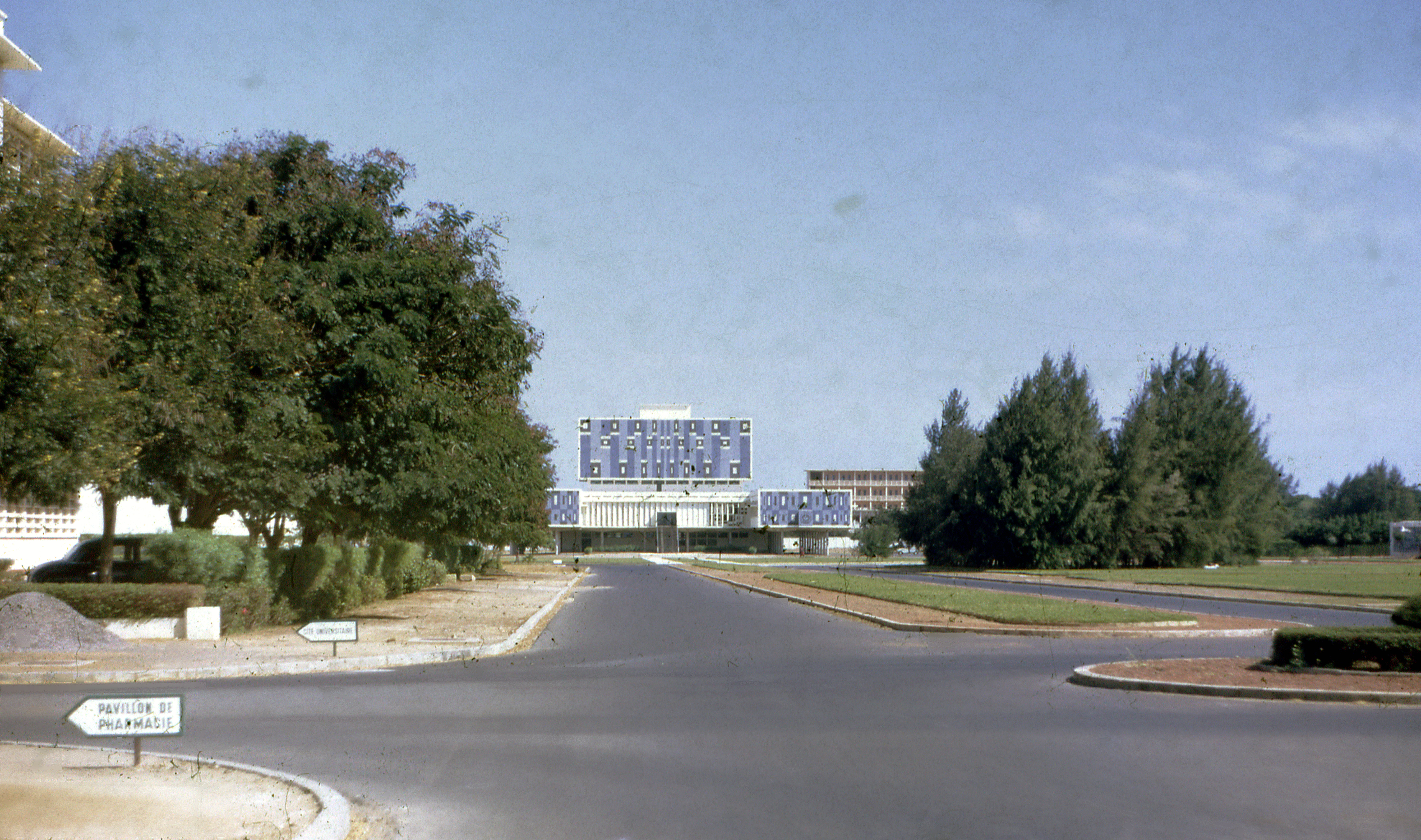
1967년 셰이크 안타 디오프 대학교 캠퍼스, 중앙에 있는 원래 도서관 건물

셰이크 안타 디오프 대학교는 세네갈의 독립 이전에 식민지 행정부에 의해 설립된 여러 프랑스 기관에서 성장했다. 1918년, 프랑스인들은 주로 백인과 메티스 학생들에게 봉사하기 위해 "아프리카 의과대학교를 설립했고, 명목상 프랑스 시민권을 가진 세네갈의 4개 자유 도시의 소규모 교육 엘리트들에게도 개방했다. 1936년, 프랑스의 인민 전선 정부 하에서, 다카르는 아프리카 문화 연구 기관인 블랙 아프리카 기초 연구소(IFAN)의 본거지가 되었다.
1950년대에 이미 탈식민지화가 임박하면서 프랑스 행정부는 이 학교들을 확장하고 과학 학부를 추가했으며 학교들을 "다카르 연구소"로 통합했다. 1957년, 새로운 캠퍼스가 파리 대학교와 보르도 대학교에 부속된 18번째 프랑스 공립 대학교로 건설되었다. 이것은 다카르 대학교가 프랑스령 서아프리카에서 가장 크고 가장 권위 있는 대학이 되었다. 1987년, 대학교 이름은 세네갈의 철학자이자 인류학자인 셰이크 안타 디오프를 기리기 위해 바뀌었다.

### 등록 증가
1960년 독립 당시 학생 수는 1,018명으로 세네갈인의 39%에 불과했고, 나머지 대부분은 프랑스 식민지 출신이었다. 1976년까지 이 수는 8,014명으로 증가했다.
1970년대 국가 재정 위기의 시기에 고등 교육에 대한 자금 지원이 삭감되었고, 국제 기관들이 다음 10년 동안 개입했다. 그러나 이 자금의 대부분은 초등학교의 요구를 충족시키기 위해 사용되었다. 1990년대와 2000년대에는 세네갈의 초·중등 교육이 크게 붐을 이루었으며, 그 대부분은 국제 프로젝트를 통해 자금을 조달했다. 1984년에는 세네갈 어린이의 약 50%가 초등교육을 받았고 2004년에는 90% 이상이 초등교육을 받았다.
1980년대 중반에는 세네갈 교육에 대한 세계은행 자금의 약 20%가 고등교육에 사용되었지만, 1990년대 중반에는 이 수치가 7%로 떨어졌다. 이러한 프로젝트로 인해 세계은행의 엄격한 규제가 생겨 대학 프로그램에 사용할 수 있는 국내 자금을 극적으로 삭감했다. 초, 중등 교육 연령의 혜택을 받은 학생들로서, 셰이크 안타 디오프 대학교는 이미 확장된 자원을 더 많이 보유하고 있다. 2000년에 9,000명의 세네갈 학생들이 바칼로레아 학위를 받았으며, 총 등록자 수는 4만 명 이상으로 증가했다.
이러한 압력에도 불구하고 셰이크 안타 디오프 대학교는 아프리카에서 가장 권위 있는 대학 중 하나로 명성을 유지하고 있다. 독립 후 세네갈 지도자들의 대부분은 이 대학의 졸업생들이며, 졸업생들은 전 세계의 대학에서 가르치고 있다.

## 학구
교육 시스템은 연말에 구두 및 필기 기말고사가 관리되는 프랑스식 방식을 따른다. 프랑스어 이외의 언어학과를 제외한 모든 과정이 프랑스어로 진행된다.

## 학생 생활
UCAD는 세네갈, 차드, 부르키나파소, 코트디부아르, 프랑스, 토고, 베냉, 나이지리아, 미국, 모리타니, 말리, 모로코, 르완다, 카메룬, 벨기에, 그리고 영국을 포함한 많은 나라에서 온 다양한 학생 단체를 가지고 있다.
다른 많은 아프리카 대학들과 마찬가지로 UCAD는 때때로 정부나 대학 정책에 항의하는 학생들의 파업을 경험한다.
60,000명이 넘는 학생들과 단지 5,000개의 기숙사 방을 가진 다카르 밖에서 온 대부분의 학생들은 다른 숙소를 찾아야 한다. 많은 학생들이 대학 캠퍼스 근처에 위치한 시테 알라인 시토 디아타에 살고 있으며, 종종 다카르의 높은 임대료를 감당할 수 없는 사람들은 방을 함께 쓰는 경우가 많다.

## 사건
그 대학에는 주목할 만한 폭력 사건들이 많이 있었다. 2016년 세네갈 성소수자 단체는 2012년 이후 10건의 동성애 혐오 집단 폭력 사건이 발생했다고 언급했다. 이 중 하나는 대학에서 폭동이 일어난 후 동성애자로 의심되는 학생의 죽음으로 이어졌다. 그 폭동은 그 대학의 은행과 경비실로 피신했던 그 학생을 체포하려는 시도에 뒤이어 일어났다. 이와는 별도로, 학생들이 장학금을 요구하거나 성적에 이의를 제기한 후 학생들과 경찰 사이의 분신과 충돌이 보고되었다.

## 저명한 동문 및 교수

### 저명한 강사
- 압둘라예 와데 - 세네갈의 제3대 대통령

### 저명한 학생들
- 압두 디우프 - 세네갈의 제2대 대통령
- 야이 보니 - 베냉의 제7대 대통령
- 이브라임 부바카르 케이타 - 말리의 제5대 대통령